# سوزان
سوزان
- سوزان کالینز
- سوزان فلون
- سوزان لیلار
- سوزان بیر
- سوزان پلشت
- سوزان روگرز
- سوزان سامرس
- سوزان وگا
- سوزان نجم الدین
- سوزان دلبن
- سوزان سابانجی دینچر
- سوزان لوری پارکز
- سوزان (خواننده)
- سوزان روشن

## سایر
- سوزان (فیلم)
- سوزان (خنداب)